# Dieunomia mesillae
Dieunomia mesillae là một loài Hymenoptera trong họ Halictidae. Loài này được Cockerell mô tả khoa học năm 1899.